# Sonate Arpeggione
Pour les articles homonymes, voir Sonate et Arpeggione.
La Sonata Arpeggione ou Sonate pour arpeggione et piano en la mineur D. 821 (Sonate für Arpeggione und Pianoforte, en allemand) est une sonate lyrique pour arpeggione et piano-forte en trois mouvements, composée par Franz Schubert (1797-1828) à Vienne en Autriche en novembre 1824, publiée à titre posthume en 1871. Cette sonate est une des seules compositions importantes connues pour arpeggione (ou guitare-violoncelle, ou guitare à archet, ou guitare d'amour) instrument à six cordes variante de la viole de gambe baroque, aujourd'hui disparu, inventé en 1823 par le luthier autrichien Johann Georg Stauffer (à qui cette œuvre est dédiée). 

## Histoire
Cette sonate postérieure à ses sonates pour violon et piano de jeunesse de 1816, et contemporaine de son Quatuor à cordes n°14 « La Jeune Fille et la Mort » de 1824, est composée à la fin de la vie de Schubert, en pleine période romantique allemande du XIXe siècle (dont Franz Schubert est un des maîtres) alors qu'il souffre d'un stade avancé de la syphilis (les premiers signes remontent à 1822) avec des épisodes dépressifs de plus en plus fréquents, avant de disparaître prématurément à l'age de 31 ans en 1828. 

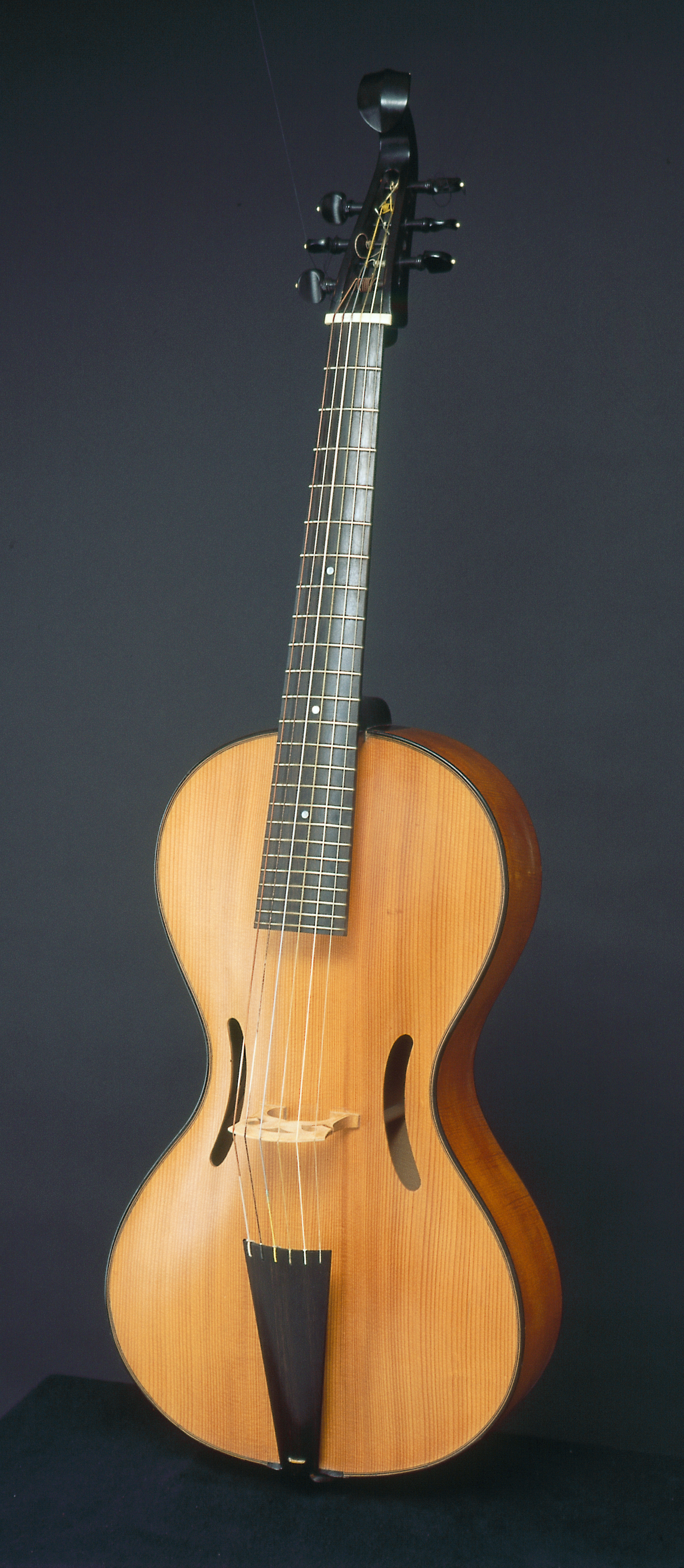
Arpeggione

Il s'agit très probablement d'une commande de son ami Vincenz Schuster, guitariste affirmé, virtuose de l'arpeggione (inventé l'année précédente). Cet instrument fut très peu utilisé et vite oublié, à cause de la difficulté de jouer de ses 6 cordes. Il n'en existe à ce jour qu'une douzaine d'exemplaires dans le monde (copies comme originaux). Il est probable qu'elle ait été interprétée pour la première fois avant la fin de 1824 chez Schuster, avec Schubert au piano.

### Structure
Cette œuvre lyrique d'une durée d'environ 26 minutes, est composée en trois mouvements, avec des alternances de joie, et de mélancolie, à l'image entre autres de ses sonates pour violon et piano de jeunesse de 1816, ou de ses ultimes Der Hirt auf dem Felsen lyrique romantique allemand, et autres Sérénade (Le Chant du cygne) de 1828.
La sonate est en trois mouvements :
- 1. Allegro moderato (la mineur) ;
- 2. Adagio (mi majeur), qui s'enchaîne avec le suivant ;
- 3. Allegretto (la majeur).

### Version originale
La version originale sur arpeggione et piano-forte, est jouée dans les enregistrements suivants :
- Klaus Storck et Alfons Kontarsky (1974, Archiv Produktion n° 2533 174)
- Alfred Lessing et Jozef de Beenhouwer (2000-2001, Ars Produktion FCD 368 392)
- Gerhart Darmstadt et Egino Klepper (2005, Cavalli Records CCD 242)
- Nicolas Deletaille et Paul Badura-Skoda (2006-2007, Fuga Libera FUG 529).

### Transcriptions
Elle est jouée de nos jours essentiellement dans des transcriptions et arrangements pour violoncelle et piano (ou pour alto (sonate pour alto, liste des principales œuvres pour alto), ou parfois pour contrebasse). Les transcriptions pour ces instruments sont très postérieures à l'édition originale et essayent de résoudre le problème d'une étendue moindre par rapport à l'arpeggione et des modifications d'articulation (4 cordes au lieu de 6).
- Claude Lelong, alto ; Elizbieta Goraczko, clavecin (Dux 092) (OCLC 947717376) — avec Bach Fantasie BWV903, Bacewicz Sonate fuer Bratsche solo, Paganini Sonate Grand Viola.

Il existe également diverses transcriptions pour clarinette, notamment celle réalisée par le violoncelliste Gregor Piatigorsky sur une suggestion du clarinettiste Richard Stoltzman, version urtext aux éditions Bärenreiter.
Discographie sélective
- Richard Stoltzman, clarinette ; Emanuel Ax, piano (RCA AD84825, 1983) — avec Weber, Grand duo concertant op. 48.
- Gautier Capuçon, violoncelle ; Frank Braley, piano (Erato, 2013)
- François Salque, violoncelle ; Claire-Marie Le Guay, piano, (Mirare, 2018)

## Au cinéma
- 1989 : Trop belle pour toi, de Bertrand Blier, avec Gérard Depardieu, Carole Bouquet, et Josiane Balasko, interprétée par Mstislav Rostropovitch et Benjamin Britten (Grand Prix du Jury du Festival de Cannes 1989, et cinq Césars du cinéma des 15e cérémonie des César 1990)[5].